# Love Songs: A Compilation… Old and New
Love Songs: A Compilation… Old and New é uma coletânea musical do cantor Phil Collins, lançada em 2004.  O álbum contém os sucessos românticos gravados por Phil Collins durante sua carreira solo, bem como várias faixas inéditas.

## Faixas

### CD 1
1. "Tearing and Breaking" – 5:32
2. "Do You Remember" – 4:36
3. "One More Night" – 4:49
4. "Against All Odds" (Take a Look at Me Now)" – 3:28
5. "Can't Turn Back the Years" – 4:38
6. "Groovy Kind of Love" – 3:29
7. "Everyday" – 5:42
8. "Don't Let Him Steal Your Heart Away" – 4:46
9. "Please Come Out Tonight" – 5:47
10. "This Must Be Love" – 3:56
11. "It's in Your Eyes" – 3:03
12. "Can't Stop Loving You" – 4:18

### CD 2
1. "Testify" – 6:31
2. "True Colors" – 5:32
3. "You'll Be in My Heart" – 4:17
4. "If Leaving Me Is Easy" 4:55
5. "I've Been Trying" – 5:00
6. "I've Forgotten Everything" – 5:15
7. "Somewhere" – 4:01
8. "The Least You Can Do" – 5:22
9. "Two Hearts" – 3:24
10. "Separate Lives" (Ao vivo) – 5:18
11. "My Girl" (Ao vivo) – 3:49
12. "Always" (Ao vivo) – 4:37
13. "The Way You Look Tonight" (Ao vivo) – 4:04

## Desempenho nas paradas

### Álbum
| Paradas (2004)      | Melhor posição. |
| ------------------- | --------------- |
| Billboard 200       | 51              |
| Top Canadian Albums | 9               |
| Top Internet Albums | 51              |

### Singles
| Ano  | Single                                | Parada             | Posição. |
| ---- | ------------------------------------- | ------------------ | -------- |
| 2004 | "Don't Let Him Steal Your Heart Away" | Adult Contemporary | 5        |